# Jugadores de cartas en una habitación soleada
Jugadores de cartas en una habitación soleada es un óleo sobre lienzo de 1658 del pintor holandés Pieter de Hooch; es un magnífico ejemplo de pintura de la Edad de Oro holandesa en la Colección Real en el Castillo de Windsor.
Esta pintura por Hooch fue documentada por Hofstede de Groot en 1908, que escribió: "254. LOS JUGADORES DE CARTAS. Sm. 48. ; de G. 41. En la esquina derecha de una habitación con un techo de madera y piso de baldosas una joven y un caballero están jugando a las cartas en una mesa, mientras otros dos caballeros miran. La dama, sentada a la derecha, está a punto de echar una carta de su mano. A su izquierda un caballero, con una pipa en la diestra; lleva un sombrero emplumado y una levita gris claro con cintas rosas; un abrigo gris cuelga del perchero a la derecha. A la derecha de la dama se sienta otro caballero con cartas en su mano, que mira al caballero de pie. Un tercer hombre joven, con la cabeza descubierta y visto a plena luz, se sienta, medio de espaldas al espectador, en la esquina delantera izquierda de la mesa, bebiendo un vaso de vino; lleva una chaqueta de terciopelo negra, medias amarillas, y zapatos de tacón. Contra la pared a la derecha hay un banco con cojines de terciopelo rojo. La habitación está inundada de luz desde una ventana grande, dividida en cuatro compartimentos, detrás del grupo. A la izquierda una puerta abierta da a un patio, por donde viene una sirvienta con una jarra y varias pipas. Detrás de ella hay una casa con un pasaje que conduce a un jardín. Este es uno de los mejores trabajos del maestro. El extraordinario efecto luminoso que impregna este cuadro lo convierte en la admiración de todo espectador. Está pintado con singular maestría de la mano, y exhibe un consumado conocimiento de los principios del arte" (Sm.).
Firmado y fechado 1658; lienzo, 30 pulgadas por 25 1/2 pulgadas. Mencionado por Waagen (ii. n). Exhibido en la Galería británica en 1826 y 1827.
Ventas:
- Is. Walraven, Amsterdam, 14 de octubre de 1763 (Terwesten, p. 504), Núm. 16 (480 florines, Van der Land).
- Nic. Doekscheer, Amsterdam, 9 de septiembre de 1789 (500 florines, Van der Schley).
- P. N. Quarles Van Ufford, Amsterdam, 19 de octubre de 1818 (2270 florines, Roos).
- J. Hulswit, Amsterdam, 28 de octubre de 1822 (4500 florines).
- Anteriormente en la colección Pourtales, según Seguier ; ver catálogo de la colección del Palacio de Buckingham.
- En la colección del Barón Mecklenburg, de quien Sm. lo compró en 1825 (por 15,000 francos o £600) y se lo vendió al rey Jorge IV en 1826.

Ahora en la Colección Real del Palacio de Buckingham, Núm. 22 en el catálogo de 1885."